# Supermodel of the World
Pour les articles homonymes, voir Supermodel.
Supermodel of the World, est un concours de beauté annuel féminine, destiné aux jeunes femmes internationales. En 2024, le concours est organisé au Vietnam.

## Historique

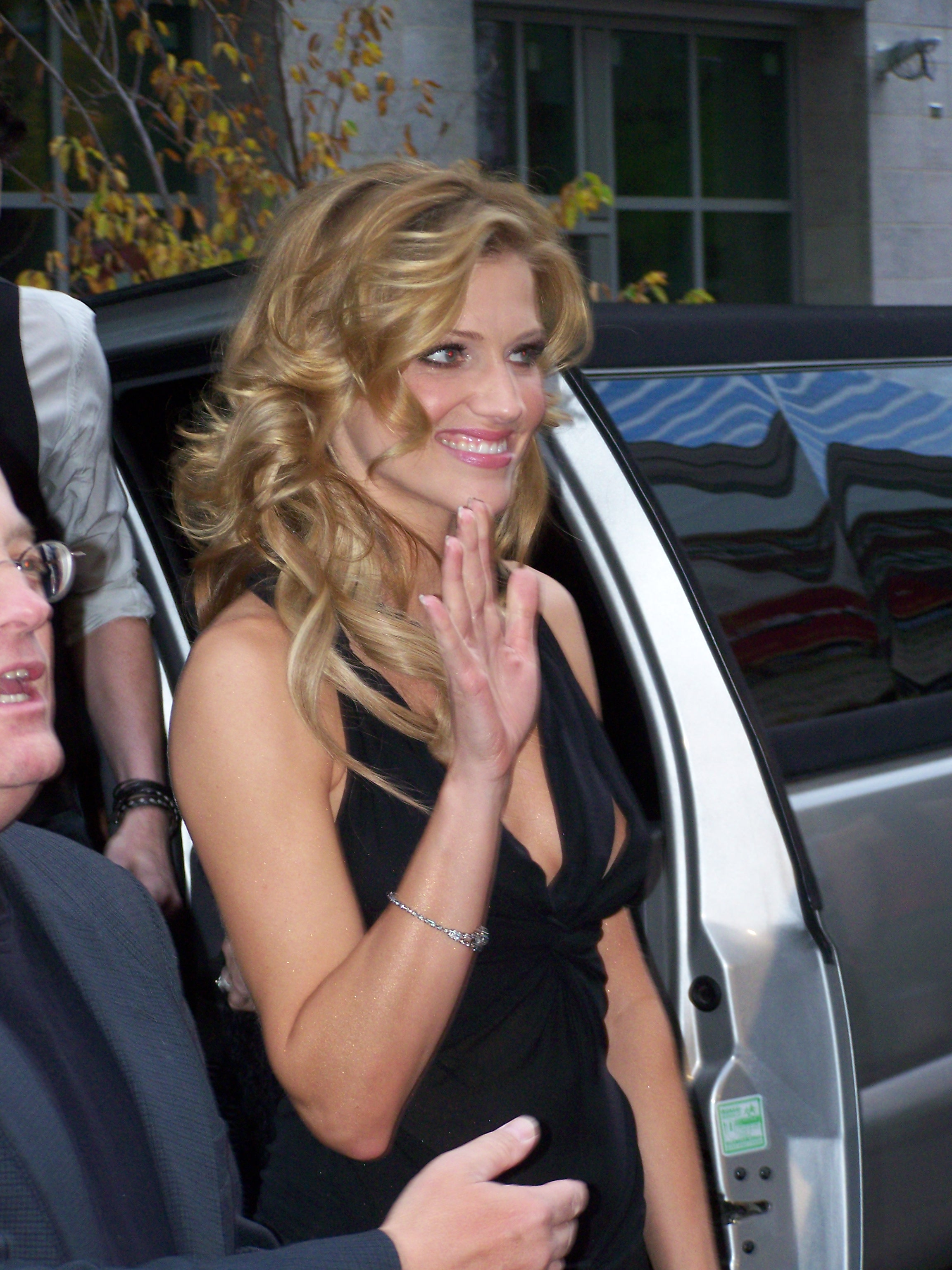
Tricia Helfer, Supermodel of the World 1992

Le concours est créé en 1980 par Eileen Ford, avec son agence de mannequinat Ford Models ; après quelques années, il est diffusé à la télévision. Ce concours va permettre, avec l’avènement des mannequins stars dans les années 1990, de populariser le terme de supermodel.

## Palmarès
| Année | Nom                      | Nationalité     | 1re Dauphine                               | 2e Dauphine                | 3e Dauphine                 | Top 8                                                              | Top 14 |
| ----- | ------------------------ | --------------- | ------------------------------------------ | -------------------------- | --------------------------- | ------------------------------------------------------------------ | --- |
| 1981  | Anette Stai (en)         | Norvège         |                                            |                            |                             |                                                                    | |
| 1982  | Renée Simonsen (en)      | Danemark        | Norvège - Lulle Jensen                     |                            |                             |                                                                    | |
| 1983  | Carrie Miller            | États-Unis      |                                            |                            |                             |                                                                    | |
| 1984  | Catherine Ahnell         | Suède           |                                            |                            |                             |                                                                    | |
| 1986  | Monika Schnarre (en)     | Canada          |                                            |                            |                             |                                                                    | |
| 1987  | Celia Forner             | Espagne         |                                            |                            |                             |                                                                    | |
| 1988  | Anuschka Muzik           | Tchécoslovaquie | Canada - Tanya Trory                       |                            |                             |                                                                    | |
| 1989  | Synne Myreboe            | Norvège         |                                            |                            |                             |                                                                    | |
| 1990  | Anneliese Seubert (en)   | Australie       | Belgique - Katia della Faille de Leverghem |                            |                             |                                                                    | |
| 1991  | Daniela Benavente        | Chili           | Finlande : Niina Kurkinen                  | États-Unis: Jennie Pickens | Argentine: lorena giaquinto |                                                                    | Finlande : Niina Kurkinen - Argentine: lorena giaquinto - Belgique: Betsy DeBundt - Chili: Daniela Benavente - Danemark: Anne Mette Hansen - Allemagne: Martina Bordihn - États-Unis: Jennie Pickens - France: Bérénice Gonachon - Italie: Elena Carrus |
| 1992  | Tricia Helfer            | Canada          | Belgique - Sophie Van Hamme                | Suède - Maria Persson      | États-Unis - Torrey terral  | - Danemark - Alberte clement - France - Juliet Lancelot - Brésil - | - Finlande - - Allemagne - anna bagric - Mexique - Elsa Benítez - Nouvelle-Zélande - - Croatie - - Pays-Bas - |
| 1993  | Georgia Göttmann         | Allemagne       |                                            |                            |                             |                                                                    | |
| 1994  | Veronica Blume (en)      | Espagne         |                                            |                            |                             |                                                                    | |
| 1995  | Anna Marie Cseh (en)     | Hongrie         |                                            |                            |                             |                                                                    | |
| 1996  | Leanne Spencer           | Canada          |                                            |                            |                             |                                                                    | |
| 1997  | Diana Pereira (pt)       | Portugal        |                                            |                            |                             |                                                                    | |
| 1998  | Katie Burell             | Royaume-Uni     |                                            |                            |                             |                                                                    | |
| 1999  | Alyssa Kealy             | Australie       |                                            |                            |                             |                                                                    | |
| 2000  | Margarita Babina         | Russie          |                                            |                            |                             |                                                                    | |
| 2001  | Asta Buziliauskaitė (lt) | Lituanie        |                                            |                            |                             |                                                                    | |
| 2002  | Dari Maximova            | Allemagne       |                                            |                            |                             |                                                                    | |
| 2004  | Nataliya Gotsiy (en)     | Ukraine         |                                            |                            |                             |                                                                    | |
| 2005  | Camila Finn (en)         | Brésil          |                                            |                            |                             |                                                                    | |
| 2006  | Katsia Zingarevich       | Biélorussie     |                                            |                            |                             |                                                                    | |
| 2007  | Sanne Nijhof (en)        | Pays-Bas        |                                            |                            |                             |                                                                    | |
| 2008  | Kang Seung-hyun (en)     | Corée du Sud    |                                            |                            |                             |                                                                    | |
| 2009  | Tayane Leão (pt)         | Brésil          |                                            |                            |                             |                                                                    | |
| 2010  | Katrina Karlina Caune    | Lettonie        |                                            |                            |                             |                                                                    | |
| 2011  | Danica Magpantay         | Philippines     |                                            |                            |                             |                                                                    | |
| 2012  | Sofia Paul               | Argentine       |                                            |                            |                             |                                                                    | |

## Participantes remarquables
- Malin Åkerman
- Bipasha Basu
- Michelle Behennah
- Elsa Benítez
- Caron Bernstein (en)
- Bianca Chiminello (en)
- Luciana Curtis (en)
- Vanessa de Assis (pt)
- Liliane Ferrarezi (en)

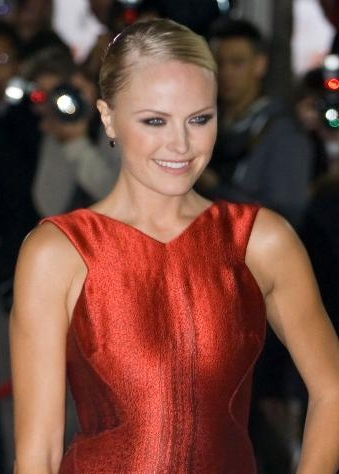
Malin Akerman

- Marie-Christine Gessinger (en)
- Alexina Graham (pl)[3]
- Nadege Herrera (en)
- Chanel Iman
- Zana Krasniqi
- Adriana Lima
- Melanie Marquez
- Keity Mendieta (en)
- Catrinel Menghia
- Charo Ronquillo (en)
- Kendra Spears (en)
- Charo Ronquillo (en)
- Nicole Trunfio
- Magdalena Wróbel
- Shiraz Tal (en)

## Présentation
En 1991 : Joe Penny, Rachel Hunter